# NGC 7035
NGC 7035 (другие обозначения — PGC 66258, ESO 530-15) — линзообразная галактика (SB0) в созвездии Козерог.
Этот объект входит в число перечисленных в оригинальной редакции «Нового общего каталога».